# Emanuele Balbo Bertone
Pour les articles homonymes, voir Balbo Bertone di Sambuy, Balbo et Bertone.
Emanuele Balbo Bertone di Sambuy (Chieri, 9 août 1886 - Kuźnica Żelichowska, 28 janvier 1945) était un général italien, massacré par les nazis à Schelkowhammer (aujourd'hui Kuźnica Żelichowska), en Pologne, lors d'une marche de la mort.
Son assassinat a eu lieu après l'évacuation du camp de concentration Offizierslager 64Z de Schokken, vers lequel Balbo Bertone avait été déporté avec deux cents autres officiers généraux italiens emprisonnés par le Reich nazi après le 8 septembre 1943 pour n'avoir pas voulu se plier au nazi-fascisme au moment de la dissolution de l'armée italienne.

## Biographie
Issu d'une famille aristocratique, son père était Raimondo, comte de Sambuy qui mourut avant la naissance de son fils, il est né à Chieri le 9 août 1886. Il a été initié à la carrière militaire en fréquentant l'Académie royale militaire d'infanterie et de cavalerie de Modène, d'où il est sorti avec le grade de sous-lieutenant (sottotenente), dans la force de cavalerie, le 19 septembre 1909, affecté au régiment de "cavalerie piémontaise". Il a participé avec son régiment à la guerre italo-turque, où il a reçu la médaille de bronze de la valeur militaire pour s'être distingué dans des combats répétés : Messri, 26 novembre 1911 - Ain Zara, 4 décembre 1911 - Zanzur, 8 juin 1912.
Le 17 octobre 1912, avec le grade de lieutenant (tenente), il devient l'officier d'ordonnance du lieutenant général Pietro Frugoni. Promu capitaine (capitano), il participe à la Première Guerre mondiale et, en tant que commandant de la 240e batterie de bombardement de son régiment, il reçoit une deuxième médaille de bronze pour sa valeur militaire.
À la fin de la guerre, à sa demande, il est mis en congé pour réduction de cadre, à partir du 1er juillet 1920, et retourne à sa résidence de Turin. Il réintègre le Regio Esercito en tant que lieutenant-colonel (tenente colonnello) pour rappel temporaire le 5 octobre 1935 (entre-temps, il avait été promu au grade de major (maggiore) le 31 mars 1926) et est affecté à la zone militaire de Turin.
Il est mis en congé et devient colonel (colonnello) le 1er janvier 1938. Au début de la Seconde Guerre mondiale, le 12 juin 1940, il est rappelé au service et affecté à la maison de Son Altesse Royale le Prince de Piémont Umberto di Savoia.
Il reste auprès du Prince même après sa promotion au grade de général de brigade (generale di brigata) de réserve le 1er janvier 1942, et à partir du 31 octobre suivant, il est affecté à Tempio Pausania pour commander la 4e brigade côtière. Il reste en Sardaigne jusqu'au 24 mars 1943, date à laquelle il retourne à Turin, d'abord à la défense territoriale locale pour des missions spéciales, puis au tribunal militaire de Florence, en tant que président.
A Florence, il est surpris par la promulgation de l'armistice du 8 septembre 1943 (Armistice de Cassibile) et est capturé par les Allemands le 22 du même mois et emmené à Schokken, au camp de concentration 64Z.

### La marche de la mort
Lorsque l'armée soviétique se trouve sur la Vistule à la mi-janvier 1945, les nazis décident d'évacuer le camp et de transférer les internés à Luckenwalde, au sud de Berlin. Ainsi commence l'une des nombreuses marches de la mort, la colonne des généraux étant divisée en plusieurs sections. Avec seize autres compagnons de détention, Balbo Bertone s'est arrêté avec quelques camarades, en chemin, dans une taverne à la recherche de nourriture : ils ont été remarqués par un sous-officier de la Luftwaffe et signalés aux SS.
C'est à Kuźnica Żelichowska, avant que la marche ne puisse reprendre, qu'a lieu - sous les yeux des Polonaises et des déportés terrifiés - le massacre des personnes incapables de marcher. Le premier à tomber sous le feu nazi fut le général Carlo Spatocco ; puis ce fut le tour du général Emanuele Balbo Bertone ; puis ce fut le tour d'Alberto Trionfi d'être tué, et après lui les généraux Alessandro Vaccaneo, Giuseppe Andreoli et Ugo Ferrero.
Le général de brigade de réserve Balbo Bertone s'est vu décerner une médaille d'argent de la valeur militaire en mémoire à titre posthume.

## Décorations
- Médaille d'argent de la valeur militaire
- Au cours d'une marche épuisante, effectuée dans des conditions désastreuses en raison de la difficulté du ravitaillement et du mauvais temps, ordonnée par le commandement allemand pour le sauver, lui et d'autres généraux italiens, de l'avancée russe, bien qu'affaibli par plus d'un an de détention dure et épuisé par la fatigue, il réussit à s'échapper. En pays hostile, reconnu par la population, il est capturé et remis aux SS. Il reprend la marche et tombe d'épuisement en cours de route, et est massacré de façon barbare. Shelkiov, 28 janvier 1945.
- Arrêté royal du 9 mai 1946.
 - Médaille de bronze de la valeur militaire
- Au cours de combats répétés, il s'est acquitté de ses fonctions de commandant du corps d'armée spécial, avec beaucoup d'activité, de dynamisme et de courage personnel, portant des ordres et des avertissements et prenant des renseignements dans des zones exposées au feu de l'ennemi. Messri, 26 novembre 1911 - Ain Zara, 4 décembre 1911 Zanzur, 8 juin 1912.
 - Médaille de bronze de la valeur militaire
Dans les combats des 4, 5 et 23 août 1916 dans la vallée de Travignolo, il conduit la batterie de bombardiers nouvellement formée à tirer avec une grande vaillance, effectuant des reconnaissances audacieuses et choisissant des observateurs dangereux, tandis que les pertes subies et les récompenses obtenues par ses employés témoignent de l'intensité de l'action à laquelle la batterie a pris part..
 - Médaille commémorative de la guerre italo-turque 1911-1912
 - Médaille commémorative de l'Unité italienne
 - Médaille italienne de la Victoire interalliée
 - Médaille commémorative de la guerre italo-autrichienne 1915-1918

## Source
- (it) Cet article est partiellement ou en totalité issu de l’article de Wikipédia en italien intitulé « Emanuele Balbo Bertone » (voir la liste des auteurs).